# العلاقات العمانية الليبية
العلاقات العمانية الليبية هي العلاقات الثنائية التي تجمع بين سلطنة عمان وليبيا.

## مقارنة بين البلدين
هذه مقارنة عامة ومرجعية للدولتين:
| وجه المقارنة                                              | سلطنة عمان    | ليبيا                                       |
| --------------------------------------------------------- | ------------- | ------------------------------------------- |
| المساحة (كم2)                                             | 309.50 ألف    | 1.76 مليون                                  |
| عدد السكان (نسمة)                                         | 4.64 مليون    | 6.37 مليون                                  |
| الكثافة السكانية (ن./كم²)                                 | 14.99         | 3.62                                        |
| العاصمة                                                   | مسقط          | طرابلس                                      |
| اللغة الرسمية                                             | اللغة العربية | اللغة العربية، اللغة العربية الفصحى الحديثة |
| العملة                                                    | ريال عماني    | دينار ليبي                                  |
| الناتج المحلي الإجمالي (بليون دولار)                      | 72.64 مليار   | 50.98 مليار                                 |
| الناتج المحلي الإجمالي (تعادل القوة الشرائية) بليون دولار | 179.49 مليار  | 69.32 مليار                                 |
| الناتج المحلي الإجمالي الاسمي للفرد دولار أمريكي          | 15.55 ألف     |                                             |
| الناتج المحلي الإجمالي للفرد دولار أمريكي                 | 38.63 ألف     | 15.60 ألف                                   |
| مؤشر التنمية البشرية                                      | 0.793         | 0.724                                       |
| رمز المكالمات الدولي                                      | +968          | +218                                        |
| رمز الإنترنت                                              | عمان          | .ly                                         |
| المنطقة الزمنية                                           | ت ع م+04:00   | ت ع م+02:00، توقيت شرق أوروبا               |

## منظمات دولية مشتركة
يشترك البلدان في عضوية مجموعة من المنظمات الدولية، منها:
| علم المنظمة | اسم المنظمة                                 | تاريخ انضمام سلطنة عمان | تاريخ انضمام ليبيا |
| ----------- | ------------------------------------------- | ----------------------- | ------------------ |
|             | الصندوق العربي للإنماء الاقتصادي والاجتماعي | ?                       | ?                  |
|             | مؤسسة التنمية الدولية                       | 1973                    | 1 أغسطس 1961       |
|             | يونسكو                                      | 10 فبراير 1972          | 27 يونيو 1953      |
|             | وكالة ضمان الاستثمار متعدد الأطراف          | 1989                    | 5 أبريل 1993       |
|             | الأمم المتحدة                               | 7 أكتوبر 1971           | 14 ديسمبر 1955     |
|             | الاتحاد البريدي العالمي                     | ?                       | ?                  |
|             | جامعة الدول العربية                         | 1971                    | 28 مارس 1953       |
|             | صندوق النقد العربي                          | ?                       | ?                  |
|             | البنك الدولي للإنشاء والتعمير               | 1971                    | 17 سبتمبر 1958     |
|             | المصرف العربي للتنمية الاقتصادية في أفريقيا | ?                       | ?                  |
|             | منظمة التعاون الإسلامي                      | 1970                    | ?                  |
|             | منظمة حظر الأسلحة الكيميائية                | ?                       | ?                  |
|             | الاتحاد الدولي للاتصالات                    | 28 أبريل 1972           | 3 فبراير 1953      |
|             | مؤسسة التمويل الدولية                       | 1973                    | 18 سبتمبر 1958     |
|             | منظمة الشرطة الجنائية الدولية               | ?                       | ?                  |

## وصلات خارجية
- موقع وزارة الخارجية العمانية
- موقع وزارة الخارجية الليبية